# حصروري العايش بن أحمد
حصروري العايش بن أحمد الاسم الثوري (سي العايش) من مواليد سنة 1925 في قرية الولجة إحدى قرى الأوراس خنشلة، عضو مجلس الولاية الأولى التاريخية (مكلف بالشؤون الاقتصادية) من شهداء ثورة التحرير الجزائرية.

## نشأته
ولد الشهيد سنة 1925 بقرية الولجة من أسرة متدينة وثورية، تعلم القرآن الكريم على يد مشايخ القرية بزاوية سيدي عبد الله بن موسى وأخذ عليهم مبادئ وعلوم الدين، ثم انتقل إلى المدرسة وتحصل على شهادة التعليم الأساسي عربية امتهن الفلاحة ثم التجارة.

## نضاله السياسي
كان مناضلا في حزب حركة الانتصار للحريات الديمقراطية مكلف بمهام قيادية من 1948 إلى 1954 م، وكان يقوم بالاجتماعات في المتجر الذي كان يملكه.
وفي الثلاثي الأول من سنة 1954 انخرط في اللجنة الثورية للوحدة والعمل، حيث كان عضوا نشيطا وبارزا فيها، وكان يتصف بالحكمة في التصرف واليقظة الدائمة، مما أهله أن يكون مع الفوج الذي قام بالتحضير والإعداد للثورة في فرع الولجة، وفي ليلة الفاتح من نوفمبر 1954 قام رفقة إخوانه الثوار بإحراق مكتب القائد وقطع طرق المواصلات الرابطة بين قرية الولجة ومختلف القرى المجاورة وساهم في توزيع المناشير ومراقبة كل تحركات العدو.

## سجنه
تم اعتقاله لأول مرة بقرية الولجة عند اندلاع الثورة وأخذ إلى مركز التعذيب بخنقة سيدي ناجي والتحقيق معه ثم حول إلى سجن باتنة بتاريخ 13/12/1954. حكم عليه من طرف محكمة باتنة بتاريخ 20/01/1955 بعقوبة (08) ثمانية أشهر حبسا نافذا بتهمة المساس بأمن الدولة الخارجي.
	و بتاريخ 02/02/1955 تم تحويله إلى سجن قسنطينة إلى غاية 17/05/1955 أين تم تحويله إلى سجن سكيكدة وبتاريخ 13/07/1955 تم تحويله إلى سجن لمباز تازولت.
وأفرج عنه بتاريخ 13/08/1955 بعد تنفيذ العقوبة.

## إلتحاقه بصفوف جيش التحرير الوطني وأهم المعارك التي خاضها
التحق بصفوف جيش التحرير الوطني مباشرة بعد خروجه من السجن بتاريخ 29/08/1955 وخاض عدة معارك منها:
- معركة جبل بولابة شمال قرية الولجة في جانفي 1956م مع محمد الشرايط المدعو التبسي.
- معركة جبل برقة غرب قرية الولجة سنة 1956م.
- معركة قمودة ناحية شلية سنة 1957 مع عمار عشي.
- معركة جبل آرقو سنة 1958م.
- معركة جبل بوعلوان سنة 1958 مع عبد المجيد عبد الصمد.
- معركة شلية سنة 1958.
- معركة في جبل اشلعلع ضواحي باتنة سنة 1960.
- معركة جبل انومر غابة ابن ملول مع العقيد علي اسوايعي قائد الولاية الأولى سنة 1960م.
- معركة بضواحي متوسة سنة 1961م.

## تنقلات حصروري
1. الناحية الرابعة كيمل.
2. الناحية الثانية شلية.
3. المنطقة الأولى باتنة.
4. الولاية الأولى الأوراس.
5. المنطقة الرابعة عين مليلة.
6. دوريتان (02) إلى تونس لجلب السلاح.

## الرتب والمراكز التي كلف بها
- سنة 1955 مسؤول مركز التموين برتية مساعد.
- سنة 1956 عضو الناحية برتبة مرشح.
- سنة 1958 عضو المنطقة الأولى برتبة ملازم.
- سنة 1960 عضو الولاية الأولى التاريخية مكلف بالشؤون الاقتصادية (التموين) برتبة نقيب
- سنة 1961 قائد المنطقة الرابعة عين مليلة برتبة رائد.

## استشهاده
أثناء تجواله في المنطقة الرابعة ترأس رفقة حمدان زيناوي الملازم الثاني وقائد الناحية الرابعة اجتماعا عاما للسكان شرق قرية متوسة ليلا في شهر أوت 1961م وبعد إبلاغ قوات المستعمر بالاجتماع جندت قواتها المتمركزة في وادي نيني وفكرينة وعين البيضاء لحصار وتمشيط المنطقة الشرقية من قرية متوسة.
أين ألقي القبض على أحد حراس الشهيد العايش حصروري الذي كان في مهمة، حيث أبلغ قوات العدو بمكان تواجد الشهيدين: حصروري وزيناوي في منزل المناضل الحاج لخضر حرنان فقامت قوات العدو بمداهمة المنزل وتفتيشه حتى عثروا على المخبأ. وبعد إطلاق النار المتبادل بين الطرفين استعملت القوات الفرنسية القنابل الغازية حيث دام الاشتباك عدة ساعات، أصيب أثناءها الشهيد العايش حصروري إصابات خطيرة وتم إلقاء القبض عليهما، حيث نقل الشهيد حمدان زيناوي إلى مركز واد نيني وقتل هناك، أما الشهيد العايش حصروري فنقل إلى مستشفى عين البيضاء ومكث فيه عدة أيام، ثم تم تحويله إلى سجن خنشلة فقاموا بتعذيبه في محاولة منهم للاطلاع على مراكز المجاهدين ومخابئ ذخائرهم فبقي صامتا. كما طلبوا بفدية تقدر بــ: 02 مليون فرنك فرنسي من عمه عن طريق الضابط السفاح أحمد سماتي (مسؤول لاصاص) لكنه امتنع عن الدفع.
فقامت فرق اليد الحمراء باختطافه من زنزانته والذهاب به إلى غابة بن إيملول في قلب الأوراس مستعملين كل وسائلهم من أجل الحصول على معلومات من الشهيد، ولكنهم نسوا بأن بطلنا كان يتميز بشجاعة وإيمان قوي مما زاد في سخط ضباط العدو أنه كان يشجع إخوانه المجاهدين الأسرى الذين كانوا معه على الصبر وان الاستقلال قريب وعدم الخوف مما أدى إلى نفاذ صبرهم وفقدوا وعيهم بعد سمعهم هذا الكلام فرموه بالرصاص، وبذلك انتهت حياة الشهيد حصروري العايش في 05 أكتوبر 1961.
وبعد الاستقلال تم العثور على رفاته ونقلها إلى مقبرة الشهداء ببلدية بوحمامة.
1. ↑  من أرشيف فرنسا